# На пасіці
«На пасіці» — картина українського поета та живописця Тараса Шевченка, написана влітку 1843 року під час його першої подорожі по Україні та натхненна знайомством із бджолярем Петром Прокоповичем. Зберігається в Національному музеї Тараса Шевченка в Києві. Твір виконаний у техніці олійного живопису на полотні. Розмір картини — 53×41 см.
До 1936 року полотно знаходилося в колекції Музею російського мистецтва у Києві, де його помітили вже в незадовільному стані. Після реставрації твір спочатку висів у Галереї картин Т. Г. Шевченка при Інституті Тараса Шевченка у Харкові, а після евакуації під час Другої світової війни — у Державному музеї Тараса Шевченка в Києві. Від 1939 року його неодноразово експонували на різних виставках.
У жанровій композиції «На пасіці» Шевченко експериментує з освітленням, відходячи від академізму та використовує імпресіоністичні ефекти. Дослідники вважають твір переломним у живописній творчості художника та називають його найкращою картиною українського побутового жанру першої половини XIX століття.

## Обставини створення
Публікатор картини Сергій Раєвський зазначав, що до виявлення картини, про неї не було згадок в автобіографічних джерелах Шевченка та в працях дослідників. Однак, її начерк був введений до наукового обороту ще в 1900 році у «Каталозі Музею українських старожитностей В. В. Тарновського» складеного Борисом Грінченком.
Завдяки тому, що інший начерк картини знаходився на звороті втраченого малюнку «Козак-бандурист», дослідники вважають, що картина була створена під час першої подорожі Тараса Шевченка Україною літом 1843-го, того ж року коли й малюнок козака-бандуриста.
Вважається, що на сюжет малюнку художника надихнуло відвідання пасіки корифея бджолярства Петра Прокоповича у селі Пальчики. Дослідник Петро Жур припускав, що Шевченко познайомився з Прокоповичем у селі Качанівка, яке поет обрав своїм головним місцем перебування під час подорожі Україною. Згідно з інформацією зібраною працівником Батуринського історичного музею Миколою Шкляром, Тарас Шевченко провів кілька днів у Прокоповича в Пальчиках. Саме там він створив ескіз картини, на якій зобразив одного з майстрів Прокоповича разом з дочками. Одній з цих дочок, Шевченко по від'їзду подарував срібну копійку, яка на 1975 рік зберігалася, як сімейна реліквія, у її нащадка Петра Пронченка — вчителя з Бахмачу. Дослідниця Надія Демиденко вважала цю версію найближчою до істини. Вона зазначала, що на картині не міг бути зображений сам Прокопович. Хоча він мав двох дочок, але на момент знайомства з художником йому було вже 68 років, і його дочки були значно старішими. Також, майстер на картині виготовляє вулик-дуплянку, малоймовірно, щоб Прокопович, як винахідник втулкового вулика, погодився, щоб його зобразили поряд із застарілим вуликом.
Шевченко через тринадцять років написав повість російською мовою «Близнюки», де прототипом головного героя став Прокопович, причому згідно з сюжетом він був учнем Петра Івановича і називав його «славним бджолярем». Сам же Прокопович, згідно з відомостями журналіста Василя Пєскова, назвав один із своїх іменних вуликів на честь гостя.

## Історія картини
Картину виявили у фондах Київського державного музею російського мистецтва, серед речей неекспозиційного значення, під час переінвентаризації 1936 року. Вона була у дуже поганому стані, до реставрації не можливо було визначити її сюжет. Однак, на найбільш важливих місцях картини не було розривів полотна та випадів фарби. Вона була відновлена в реставраційній майстерні музею, акт реставрації було складено 25 липня 1936 року. Під час реставрації полотно було дубльовано.
На звороті картини був наклеєний паперовий аркуш на якому був напис польською мовою зроблений тушшю: «Дівчина, що розмовляє з козаком. Зразок малювання Шевченка» (пол. Dziewczyna rozmawiajaca z kozakiem. Obrazek malowany przez Shewczenke), нижче іншою рукою написано «Шевченко» (пол. Shewczenko). Праворуч унизу напис ч. 674. В лівому нижньому куті картини під час реставрації було виявлено літеру Т, яка на думку Сергія Раєвського є залишком авторського підпису Шевченка. Раєвський у 1936 році вказував розмір полотна як 544 на 419 мм. У дванадцятитомному зібранні творів Шевченка вказаний розмір картини 53 на 41 см.
Раєвський пояснював невідповідність опису картини з її сюжетом тим, що напис був створений, коли картина вже була значно пошкодженою, і не можливо було точно встановити її сюжет. У дванадцятитомному зібранні творів Шевченка висловлювалася думка, що на аркуші переказаний зміст якогось іншого малюнка.
У 1936 році картину передали до Галереї картин Т. Г. Шевченка у Харкові, а з 1948 року вона зберігається у Національному музеї Тараса Шевченка. Інвентарний номер ж-105. Аркуш з написом та акт реставрації зберігається окремо у тому ж музеї.
Картина вперше репродукована Сергієм Раєвським у 1936 році в «Літературній газеті» під назвою «Дівчина, що розмовляє з козаком».

## Сюжет та критика
На картині зображена пасіка сонячного літнього дня, у затишку під деревом селянин виготовляє вулик-дуплянку. Він вимушений перервати свою роботу через прихід дітей, які принесли обід. Те, що селянин є батьком цих дітей відомо завдяки напису чорнилом під одним з начерків картини: «Батько в пасіці вулики довбає, а діточки несуть йому обідати». Селянин одягнутий у побутовий (робочий) одяг — полотняна сорочка без декору, штани та чоботи. Костюм дівчини складається з довгої білої сорочки, чорної свити із зав'язаною на шиї червоною стрічкою та вінка з живих квітів, а костюм другої дитини, яку дослідниця Ольга Мойсюк ідентифікувала як хлопця, — довгої білої сорочки із зав'язками на пазушному розрізі, полотняних штанів та верхнього одягу чорного кольору, який підперезаний на поясі.
Сюжет картини зображує епізод сімейної злагоди, «про радість зустрічі, відчуття приязні, поваги й любові» в родині селянина свідчать привітні обличчя та очі дітей та вінок на голові дівчини. Освітлення та теплі тони пейзажу підкреслюють атмосферу доброзичливості на картині. Завдяки майстерній роботі з освітленням, на картині Шевченка «вияскравлені місця м'яко переходять у прозоре затемнення», завдяки чому складається уявлення, що «постаті й предмети ніби розчиняються в розсіяному світлі, набуваючи м'яких, розмитих форм».
Дослідниця Тетяна Андрущенко називала картину одним з «найвищих здобутків українського побутового жанру першої половини ХІХ ст.». Вона відзначала, що лише під час першої подорожі по Україні, художнику вдалося втілити своє прагнення і опанувати олійну техніку живопису до рівня його робіт з акварельними фарбами, щоб «малювати справжні почуття, справжнє сонце і повітря». В олійних картинах намальованих під час подорожі, «сонце засвітило … справжнім блиском, а самі твори ожили наповнені повітрям». Андрущенко також підкреслює у картині «На пасіці» відмову Шевченка від «академічного» колориту і введення «справжньої палітри спекотного літа». Художнику вдалося передати відчуття простору і м'якого повітря завдяки великим світло-тіньовим співвідношенням і тонкій зміні світлосили кольорів. Як зазначає дослідниця: «Тут світло живе своїм життям, мерехтить — переливається навколо предметів і персонажів, створює живу картину родинного затишку і щирості почуттів». На думку Андрущенко, якби Шевченка не відправили у заслання і він би поїхав у заплановану подорож до Європи, то він міг би стати одним з родоначальників імпресіонізму. Окрім «На пасіці», дослідниця вказує на «імпресіоністичні ефекти освітлення» у таких працях художника: «Повідь», «Казашка Катя», «Далісман Мула Аул'є», портретах Платона Закревського, Іллі Лизогуба, Єлизавети Кейкуатової та інших.
Мистецтвознавець Сергій Раєвський зазначав, що сюжет картини перекликається з працями Олексія Венеціанова та художників його кола. Однак, праця Шевченка відрізняється більшою реалістичністю, знанням побуту та природи українського села. Якщо порівнювати з іншими власними картинами художника, то найбільш схожою за сюжетом і технікою є картина «Селянська родина», яку, також, датують 1843 роком. Для обох картин характерний відхід від академізму. На думку дослідника: «картині характерна навмисна кострубатість, присадкуватість постатей, реалістичний, позбавлений будь-якої ідеалізації пейзаж, нарешті, пильна увага до типових елементів побуту». Раєвський вважав, що картина написана у переламний момент творчості художника, під час його переходу від «псевдокласичних канонів академічного малярства до здорової реалістичної творчості».
У «Шевченківському словнику» називали картину одним із «найвищих здобутків в українського побутовому жанру першої половини XIX століття» нарівні з іншими картинами Шевченка — «Катерина» та «Селянська родина». У виданні відзначали «демократизм реалістичного образу, майстерне розв'язання колористичних та світлотіньових завдань, відтворення повітряної перспективи».

## Участь у виставках
Виставки в яких експонувалася картина:
- Ювілейна Шевченківська виставка. Київ. 1939
- Виставка образотворчого мистецтва УРСР. Москва. 1951
- Ювілейна Шевченківська виставка. Київ — Москва. 1964
- Шевченко-художник. До 170-річчя від дня народження. Київ. 1984
- «Живописні твори Шевченка». Київ. 2006

## Схожі малюнки
Відомо два начерки цієї картини, один з цих начерків відомий лише за фотокопією, бо він знаходився на звороті малюнку «Козак-бандурист», і був втрачений разом з ним під час пожежі.

## Галерея

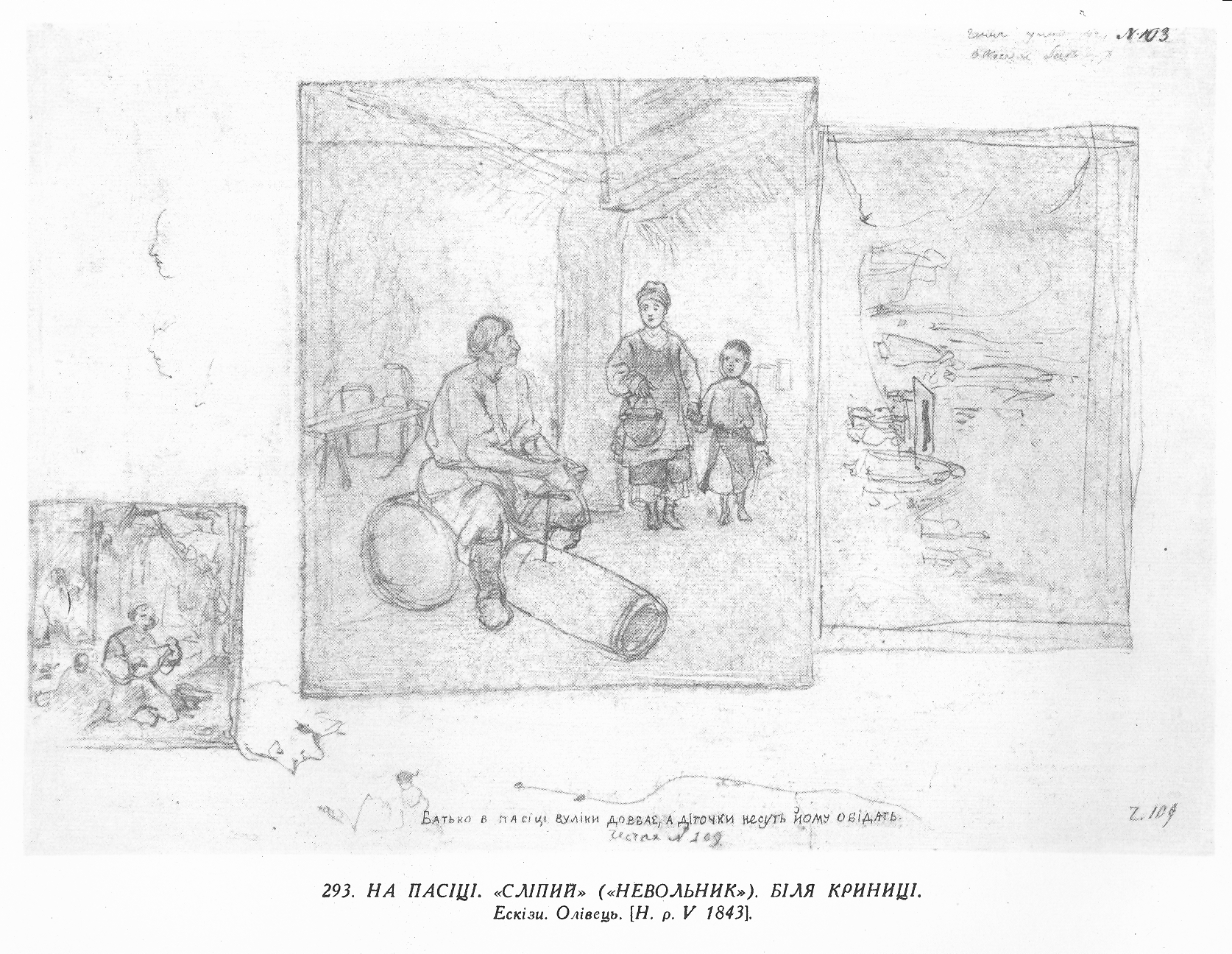
На пасіці. Кобзар з поводирем. Біля криниці, начерки
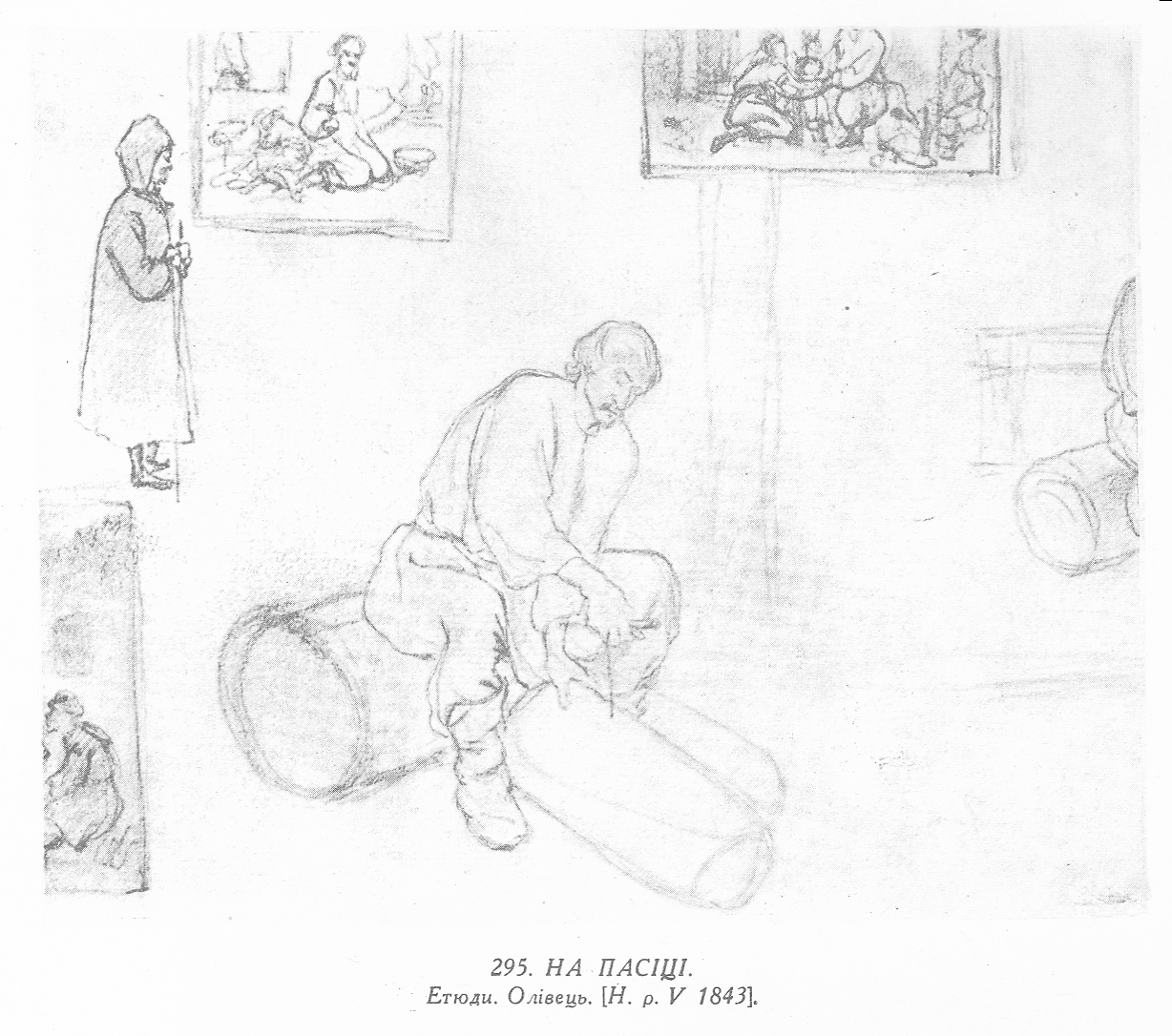
На пасіці, начерки що знаходилися на звороті малюнку «Козак-бандурист»
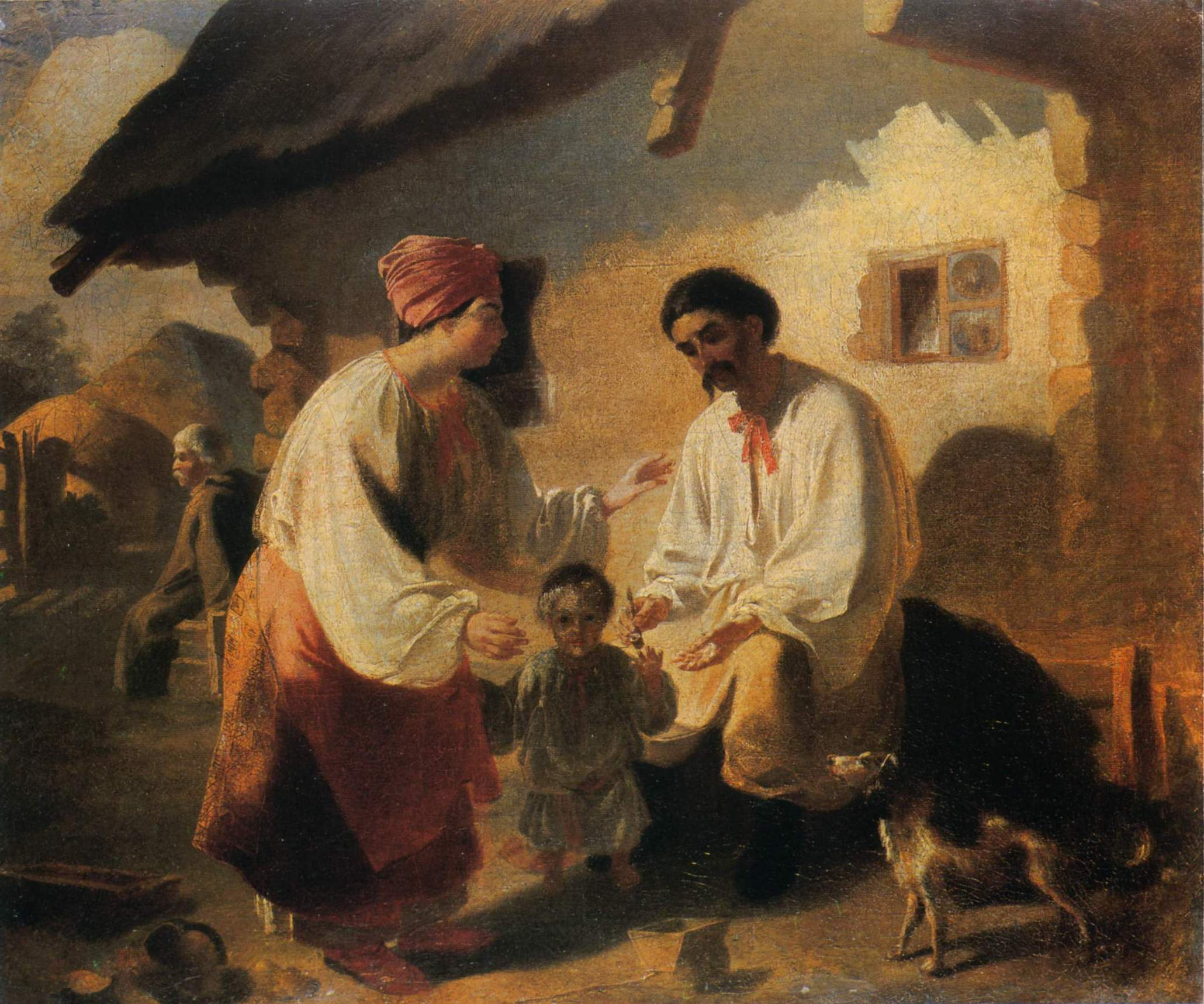
Селянська родина